# Marek Perepeczko
Marek Perepeczko (sinh ngày 3 tháng 4 năm 1942 - mất ngày 17 tháng 11 năm 2005) là một diễn viên điện ảnh và diễn viên sân khấu nổi tiếng người Ba Lan.
Trong hai năm 1960-1961, Marek Perepeczko xuất hiện trong Studio Poetyckie Andrzeja Konica trên kênh TVP Đài truyền hình Ba Lan. Năm 1965, ông tốt nghiệp Học viện nghệ thuật sân khấu quốc gia Aleksander Zelwerowicz ở Warsaw. Cùng năm đó, ông có vai diễn ra mắt. Từ năm 1966 đến năm 1969, Marek Perepeczko biểu diễn tại sân khấu của Nhà hát Klasyczny (cổ điển) ở Warsaw. Từ năm 1970 đến năm 1977, ông giữ chức vụ giám đốc Nhà hát Komedia. Marek Perepeczko không sống tại Ba Lan trong thập niên 80. Từ năm 1988, ông là diễn viên kiêm đạo diễn của Teatr Adama Mickiewicza (Nhà hát Adam Mickiewicz) ở Częstochowa. Marek Perepeczko đã kết hôn với Agnieszka Fitkau-Perepeczko. Ông là một trong những nam diễn viên người Ba Lan nổi tiếng nhất. Marek Perepeczko được mọi người nhớ đến nhiều nhất qua các vai diễn trong các phim Janosik, 13 Posterunek và Kolumbowie.

## Tham gia
- Trzeba Gleboko Oddychac, rez. Mira Hamermesh (1964)
- Potem nastąpi cisza (1965)
- Zejście do piekła (1966)
- Wilcze echa (1968)
- Polowanie na muchy (1969)
- Gniewko, syn rybaka, Sê-ri truyền hình (1968–1970)
- Pan Wołodyjowski (1969)
- Przygody pana Michała, Sê-ri truyền hình (1969)
- Brzezina (1970)
- Kolumbowie, Sê-ri truyền hình (1970)
- Przygoda Stasia (1970), trong vai cha của Staś
- Motodrama (1971)
- Wesele (1972)
- Janosik, Sê-ri truyền hình (1973) trong vai Janosik
- Janosik (1974), trong vai Janosik
- Awans (1974)
- Śmierć autostopowiczek (Smrt stopařek) (1979)
- 13 posterunek, Sê-ri truyền hình (1997–1998) trong vai Komendant nadkomisarz Władysław Słoik
- Sara (1997)
- Pan Tadeusz (1999)
- 13 posterunek 2, Sê-ri truyền hình (2000) trong vai  Komendant nadkomisarz Władysław Słoik
- Atrakcyjny pozna panią... (2004)
- Dublerzy (2005)